# Sam Schuijer

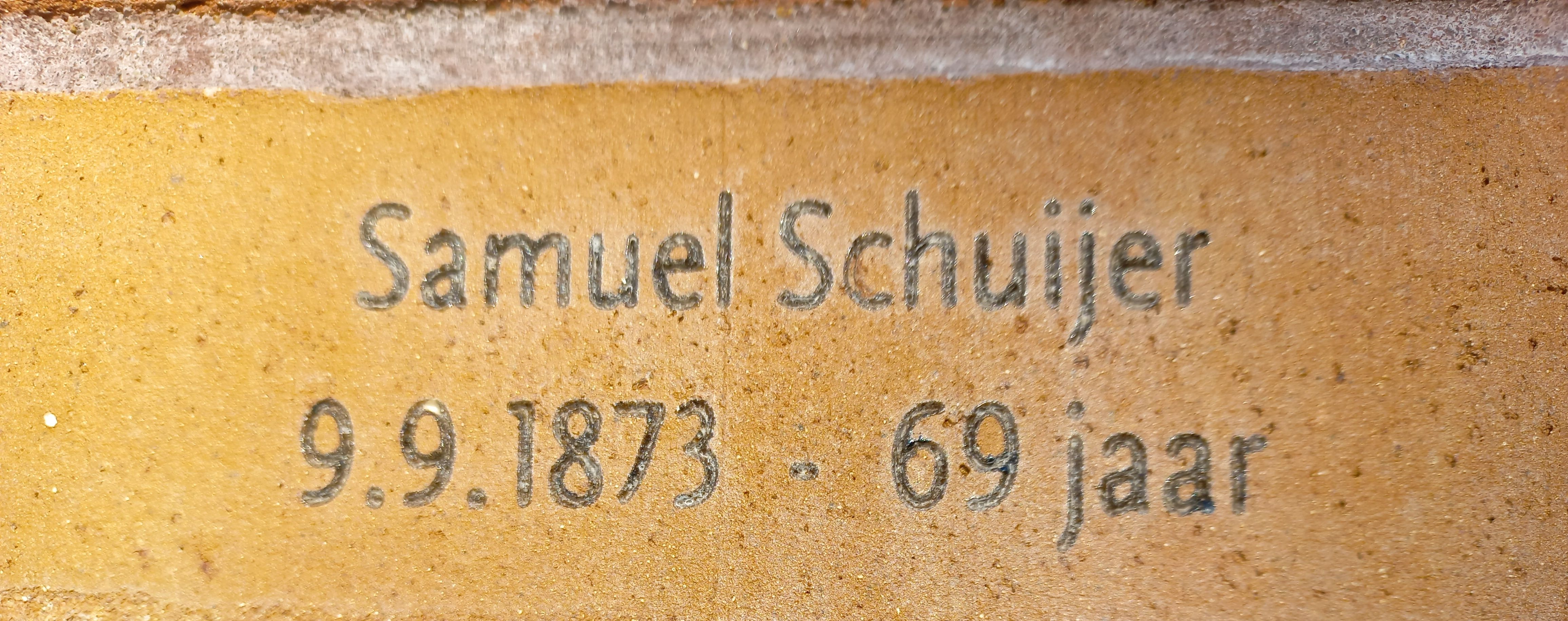
Steen in Nationaal Holocaust Namenmonument (november 2022)

Samuel (Sam) Schuijer  (Den Haag, 9 september 1873 – Auschwitz, 11 december 1942) was een Nederlands componist, dirigent, etc..
Hij was zoon van koopmansechtpaar Abraham Schuijer en Roosje Kam. Broers Arie Schuijer en Elie Schuijer werkten ook in de muziekindustrie. Hijzelf was sinds 1894 getrouwd met toneelzangeres Elisabeth Alter. Zonen Louis Schuijer en Abraham Schuijer (1897-1943) traden in de voetsporen van hun vader en oom.
Hij kreeg zijn opleiding aan de Haagse Muziekschool. Hij studeerde er een aantal vakken waaronder fagot bij Jacob David Henriques de la Fuente. Na de studie werd hij fagottist in Arnhem,  Utrecht, Den Bosch, en Amsterdam, waar hij aan het Jonas Daniël Meijerplein 12 woonde. Verder trok hij als solofagottist door Europa begeleid door het orkest van Ed. Strauss. Eenmaal terug in Nederland speelde hij in en gaf in de functies van repetitor en tweede kapelmeester leiding aan het orkest van de Franse Opera in Den Haag en trok vervolgens voor een korte periode (1902) als eerste kapelmeester (chef d’orchestre) naar de Opera van Gent en daaropvolgend naar Parijs. Hij kwam terug naar Den Haag, was er violist en muziekleraar een zijn eigen Samuel Schuijer Muziekschool aan het Oranjeplein en vanaf 1927 aan de Laan van Meerdervoort. Hij was toen ook enige tijd leider van het Kurhausorkest (samengesteld uit leden van het Residentie Orkest) en trad wel op met Louis Davids en Margie Morris; Schuijer was de piano in “Hij, zij en de piano”.
In 1923 maakte hij onderdeel uit van het Residentie Strijkkwartet met Eddy Waisvisz (1e viool), Schuijer (2e viool), Salomon Wertheim (altviool) en Louis Schuijer (cello).
Tijdens de Tweede Wereldoorlog werden zijn huis en school leeggehaald. Zijn muziek werd na vijftig jaar door kinderen op straat gevonden en bewaard gebleven. Zelf werd hij naar Kamp Westerbork gedeporteerd en van daaruit naar Auschwitz, waar hij werd omgebracht. Ook zijn zonen werden in concentratiekampen omgebracht; moeder was in 1933 overleden.
Schuijer werd bekend vanwege 
- een muziekdrama Kol Nidrei
- een opera getiteld Salome, dat tot in Spa uitvoeringen kende
- Liederen in den volkstoon voor zangstem en piano, waaronder Wiegenlied en Maaierslied
- La chanson du rouet voor mezzosopraan en contra-alt
- Mes meilleurs souhatis
- operette De triumf der liefde (1909)
- opera Madeleine op libretto van Jos. van Veen, première 5 augustus 1919; vrouw moet kiezen tussen rijkdom of passie; rollen voor Annie Ligthart, Jules Moes en Anton Dirks) [2]
- Preludium voor groot symfonieorkest, bekroond met een prijs van Société des Auteurs, Compositeurs et Éditeurs de Musique (SACEM, Nederlandse afdeling, waar hij zelf bestuurslid was, )
- Zomernacht Idylle voor symfonieorkest
- Waarom zoo laat? Onderscheiden met de Vlaamse Willemsprijs.
- Zijn vioolsonate wordt ook in de 21e eeuw af en toe uitgevoerd